# Jetée de Puerto Colombia
La jetée de Puerto Colombia est une infrastructure située à Puerto Colombia en Colombie. Le projet et la construction sont dirigés par l'ingénieur cubain Francisco Javier Cisneros. Les travaux commencent en 1888 et l'inauguration se fait en 1896.

## Historique
Le port côtier de Sabanilla, qui dessert Barranquilla, est en butte à des problèmes permanents de calaison, à un accostage difficile pour les navires, à une forte sédimentation et à une évolution naturelle du milieu environnant. C'est pourquoi l'entreprise Barranquilla Railways Company décide d'étudier la possibilité de bâtir un autre port plus sûr pour le commerce international ailleurs qu'à Sabanilla. Un nouvel emplacement est trouvé dans la baie de Cupino. Les travaux pour la construction du port débutent le 31 décembre 1888 et l'inauguration de la jetée de Puerto Colombia se déroule le 15 juin 1896. Elle devient la troisième plus grande structure de ce type avec son viaduc de 720 mètres de long, sa hauteur d'eau variant de 40 à 45 pieds, et avec son quai d'amarrage de 180 mètres longueur sur 15 mètres de large où peuvent être amarrés jusqu'à cinq bateaux à la fois.
Elle acquiert le statut de monument national via les résolutions no 799 du 31 juillet 1998 et no 1223 de 2009.